# Viviania
Viviania là một chi thực vật có hoa trong họ Vivianiaceae, nhưng hệ thống APG IV năm 2016 không công nhận họ Vivianiaceae mà xếp Viviania trong phân họ Vivianieae thuộc họ Francoaceae Adr.Juss.

## Phân bố
Chi này có tại miền nam Nam Mỹ.

## Các loài
Chi này gồm 6 loài:
- Viviania crenata G.Don, 1831: Miền trung Chile.
- Viviania elegans (Poepp.) Reiche & Johow, 1896: Miền trung Chile.
- Viviania linostigma R.Knuth, 1912: Đông nam Brasil (đông nam Santa Catarina, đông bắc Rio Grande do Sul).
- Viviania marifolia Cav., 1804: Bắc và trung Chile tới Argentina (San Juan, Neuquén).
- Viviania ovata Phil., 1858: Trung Chile tới Argentina (Neuquén).
- Viviania tenuicaulis Barnéoud, 1845: Chile (Coquimbo).

## Lưu ý
- Viviania Raf., 1814 nom. illeg. = Guettarda L., 1753 (họ Rubiaceae).
- Viviania Raddi, 1822 nom. illeg. = Symphyogyna Nees & Mont., 1836 (họ Pallaviciniaceae).
- Viviania Colla, 1825 nom. illeg. = Melanopsidium Colla, 1824 (họ Rubiaceae).
- Viviania Willd. ex Less., 1829 nom. illeg. = Liabum Adans., 1763 (họ Asteraceae).